# バレット・ファイアーアームズ
バレット･ファイアーアームズ（英: Barrett Firearms）は、ロニー・バレット（英: Ronnie Barrett）によって1980年に創設されたアメリカの銃器メーカーである。主力商品はM82A1アンチ・マテリアル・ライフル（対物狙撃銃）である。

## 歴史
M82を1982年に開発したが、1989年にスウェーデン軍に納入するまで大きな販売契約を取り付けられなかったが、後に高い破壊力と射程がアメリカ軍の大きな注目を引き、湾岸戦争に投入された。その後、M82はアメリカをはじめとして世界40カ国以上で運用されている。
M82A1の成功により、その後もM95やM99、そしてM99-1といった.50口径ライフルを次々と開発している。これらの派生型の作動方式はボルトアクションであり、セミオートでは発射できないが、M82と比べて民間人や政府機関にとっては手の出しやすい値段であった。
現在は2つの大きなプロジェクトを抱えており、1つ目が6.8mmレミントンSPC弾を使用するAR-15/M16/M4用のM468(REC7)アッパーレシーバー（銃身と遊底のセット）の開発製造である。この6.8mm弾はアメリカ軍をはじめとした西側各国で使用される5.56mm NATO弾よりも高い破壊力を持ち、特殊部隊による試験運用においてその威力が評価されている。2つ目がXM109と呼ばれる大口径狙撃銃である。これはM82の12.7x99mm NATO弾を凌駕する破壊力を持つ25x59Bmm NATO弾を使用するモデルであり、これも特殊部隊に一部が先行導入されている。M82と違って成形炸薬弾 (HEAT) が使用可能で、一部の主力戦車でも主装甲以外なら貫通可能となっている。
上記のほか、弾丸の新規開発も行っており、アメリカで規制が強化された.50BMG弾に代わって同弾を小型化した.416バレット弾を開発している。